# Kurgán de Maikop
El kurgán de Maikop (en ruso: Майкопский курган) fue un kurgán excavado por Nikolái Veselovski en 1897 cerca de Maikop, en el sur de Rusia, epónimo de la cultura Maikop de la Edad de Bronce del Cáucaso Norte. 
El kurgán tenía una altura de unos 10 metros y una circunferencia de alrededor de 200 metros. Revelaba el entierro de un supuesto rey-sacerdote con ricos ajuares funerarios, incluyendo figurillas de toros de oro y plata, así como dos enterramientos de mujeres. Los hallazgos se conservan en el Museo del Hermitage.
Según David W. Anthony, autor del libro El caballo, la rueda y el lenguaje (The Horse, the Wheel, and Language), el enterramiento de Maikop fue contemporáneo con las primeras ciudades de Mesopotamia en los períodos Uruk medio y tardío, 3700-3100 a. C.